# Hiéroglyphe égyptien D49
Pour les articles homonymes, voir Poing.
Le hiéroglyphe égyptien D49 (poing) est classifié dans la section D « Parties du corps humain » de la liste de Gardiner ; il y est noté D49.

## Représentation
Il représente une main humaine, les doigts refermés formant un poing.

## Utilisation
C'est un déterminatif du champ lexical du poing et de l'action d'empoigner.

## Exemples de mots
| A | m | m | D49 |

| A | m | m | D49 |

| x · f | a · D49 |

| x · f | a · D49 |

| x · f | a | D49 · Z1 |

| x · f | a | D49 · Z1 |